# 并五苯
并五苯（英語：Pentacene）是一种五个苯环由直线状稠合组成的一种多环芳香烃，化学式C22H14。并五苯对光和氧气敏感，市售并五苯常因氧化而表面带绿色。并五苯是一种有机半导体。

## 合成

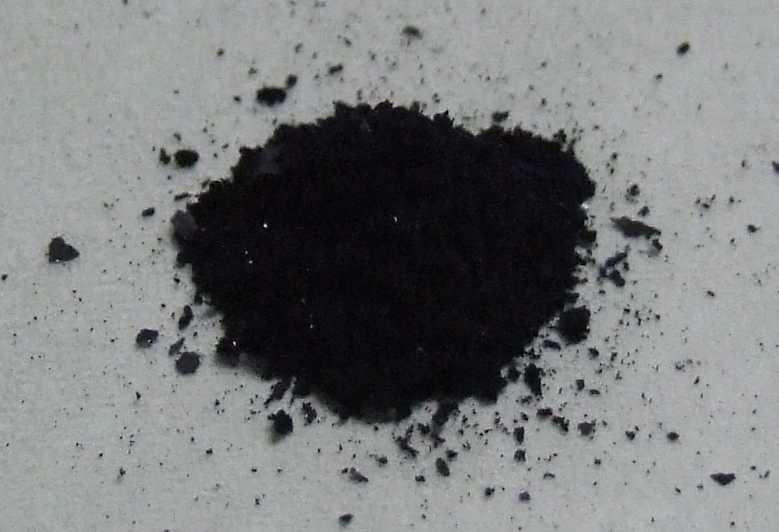
并五苯粉末

最初的使用合成路线在1961年提出，由邻苯二甲醛与1,4-环己二酮通过羟醛缩合得并五苯醌，再由铝汞齐还原得并五苯。
另一种合成法首先得到一个羰基桥环的前体化合物，再于150℃，或经光照失1分子CO，得并五苯。该前体化合物溶于氯仿，而并五苯不溶于一般有机溶剂，因此该法适用于以旋转涂覆制得并五苯薄膜。并五苯溶于热的氯代苯，可用1,2,4-三氯苯作溶剂重结晶。

## 衍生物
6,13-取代并五苯通过芳基或炔基亲核试剂（如格氏试剂与有机锂试剂）与并五苯醌的反应,随后经芳构化的还原反应得到。由二炔与环戊二烯基锆反应生成金属有机化合物中间体，再与丁炔二酸二甲酯反应，得到的酯又可通过碳链增长生成二炔，经此同系化步骤可得多取代并五苯。通过引入不同官能团，达到控制化合物颜色，电化学性质和晶体中分子排列的目的。通过取代基的选择（包括大小和位置）能控制衍生物采用一维抑或二维共面的堆积，这与并五苯晶体中人字形排列的分子相异。
虽然并五苯的结构类似于其他芳香族化合物如蒽，但其对其芳香性的解释还不完善。因此，并五苯及其衍生物是许多研究的主题。
6-亚甲基-6,13-二氢并五苯与6-甲基并五苯间存在以下平衡： 
常温下此平衡极大偏向于亚甲基方向。在溶液中加热至°C时，有少量亚甲基异构体转化为甲基异构体，此时溶液显红紫色。 根据一项研究，此反应的机理不是分子内H[1,5]σ迁移，而是双分子自由基的氢迁移。相比之下，结构类似异甲苯（亚甲基环己二烯）则相当不稳定。
并五苯与硫在1,2,4 - 三氯苯中反应得六硫并五苯.X射线晶体衍射实验结果显示所有的碳硫键键长相似（170 pm），从共振论的角度解释，电荷分离的两种共振式B、C的贡献比结构A更大。
晶相中相邻分子的硫原子间距（337 pm）小于分子的范德华半径（180 pm）的两倍，这是由于相邻分子间存在π重叠的缘故。作为有机半导体，此性质与四硫富瓦烯相似。
并五苯骨架平面看上去是刚性的，但事实上，大取代基可以使其变得相当扭曲：
由于六个苯基的存在，骨架两端扭曲达144°，此化合物具有光学活性，可拆分为一对旋光异构体，旋光度高达7400°，其外消旋化半衰期为9小时。

## 应用
并五苯是一种潜在的二色性染料。
并五苯与富勒烯结合，用于有机光伏电池的研究。
并五苯是有机薄膜晶体管(OTFT)和有机场效应晶体管(OFET)研究的主流半导体材料，是研究最全面深入的共轭有机分子(conjugated organic molecules）。由于其作为有机场效应晶体管的空穴迁移率最高可达5.5 cm2/(V·s)，超过了非晶硅，具有很大的应用前景。
并五苯以及其他有机半导体在空气中会迅速氧化，故其作为有机半导体的商业价值不高。但其经氧化处理得到的并五苯醌具有栅极绝缘膜方面的应用价值